# Glywysing
Glywysing fue un pequeño reino britano situado en el sureste de Gales cuya existencia duró desde la época de la Britania posromana hasta el periodo de la Alta Edad Media. Sus habitantes eran descendientes de la tribu de los siluros, un grupo de población con origen en la Edad del Hierro.

## Nombre
Se dice quedebe su nombre a Glywys, un antiguo monarca, real o legendario, cuyo nombre puede ser una continuación del término *Glevenses, usado para referirse al territorio y ciudadanos de Glevum (moderno Gloucester). Según fuentes del siglo XII, tras de la muerte de Glywys, el reino fue dividido en siete cantrefs nombrados según sus hijos: Cydweli, Gwyr, Margam, Penychen, Gwynllwg, Gorfynydd, y otro. Estos eran por lo general gobernados de forma conjunta por el cabeza de familia y a veces tratados como infantazgos.

## Ubicación
Las fronteras cambiaron a lo largo de los años, pero se cree generalmente que sus tierras originales se situaban entre Afon Llwyd y el Río Towy. En ocasiones se extendían hacia el este hasta englobar tanto Gwent como Ergyng, pero en algún momento antes de comienzos del siglo VIII, Cydweli y Gwyr (Gower) se perdieron ante Dyfed. 
Hoy el área de Glywysing es conocido como Glamorgan.

## Morgannwg
A mediados de siglo X, el reino se fusionó con Gwent y cambió su nombre a Morgannwg o Gwlad Morgan en honor del Rey Morgan ab Owain, también conocido como Morgan el Viejo (942–974)[cita requerida] o su antepasado el Rey Morgan ab Athrwys conocido como el Benefactor (c. 730). Glywysing parece haber sido un sub-reino o principado del Reino de Morgannwg, junto con Gwent. Después de la muerte de Morgan el Viejo, Gwent y Glywysing se separaron de nuevo desde 974 a 1055, pero a menudo Glywysing aparece mencionado como Morgannwg. Ambas zonas fueron conquistadas por Gruffydd ap Llywelyn en torno a 1055, pero a su muerte en 1063 se volvió a producir la reunificación de Gwent y Glywysing en el reino de Morgannwg. Cómo sucedió no está claro; posiblemente los Reyes de Glywysing eran también Reyes de Morgannwg y los Reyes de Gwent eran virreyes semiindependientes. El último gobernante nativo de estas áreas fue Iestyn ap Gwrgan, Rey de Morgannwg (1081-1090), depuesto por Robert Fitzhamon tras la conquista normanda.